# 九江同文书院
29°43′19″N 115°59′23″E / 29.72194°N 115.98972°E
同文书院位于中国江西省九江市浔阳区（今九江市同文中学内）。同文书院旧址与儒励女中办公楼旧址、儒励女中教课楼旧址3处文物建筑，2013年被列为第七批全国重点文物保护单位。
九江同文书院和九江私立儒励女子中学，分别创建于1867年和1873年。1949年，同文中学和美以美会创办的儒励女中合并改为江西省立浔阳中学，1952年又改名为九江市第二中学。2002年，恢复九江同文中学校名。
著名校友有许德珩、方志敏等。
- 同文书院旧址
- 儒励女中教课楼旧址
- 儒励女中办公楼旧址